# 클래시 오브 클랜
클래시 오브 클랜(영어: Clash of Clans)은 2012년 7월 2일 핀란드의 비디오 게임 제작사 슈퍼셀이 제작 및 발매한 모바일 전략 비디오 게임이다. 이 게임은 2012년 8월 2일 iOS 플랫폼용으로 출시되었으며 2013년 10월 7일에는 안드로이드용 구글 플레이를 통해 출시되었다.

## 게임 플레이
클래시 오브 클랜은 플레이어가 클랜이라는 그룹을 형성하고 군대를 훈련시키고 다른 플레이어를 공격하여 자원을 얻는 온라인 멀티플레이어 게임이다. 게임에는 네 가지 자원이 있다. 금은 다른 플레이어의 공격으로부터 플레이어의 마을을 보호하는 방어 시설과 함정을 구축하고 건축물을 업그레이드 하는데 사용될 수 있다. 엘릭시와 다크엘릭시는 군사와 마법을 훈련하고 업그레이드하는데도 사용된다. 보석은 모든것에 이용될수있다. 공격은 별 3개로 등급이 매겨지며 최대 시간 길이는 3분이다. 또 플레이어는 자신의 마을을 방어하기 위해 방어시설을 건설할 수 있다.
클래시 오브 클랜에는 두 종류의 훈련소가 있다. 훈련소는 엘릭서를 사용하여 군대를 만들고, 암흑군사 훈련소는 다크엘릭서를 사용하여 군대를 만든다. 훈련소는 더 많은 병력의 잠금을 해제하기 위해 더 높은 단계로 업그레이드될 수 있다.

### 클랜 전투
클랜은 플레이어들의 그룹이다. 클래시 오브 클랜 플레이의 주요 구성 요소가 "클랜 전투"에서 서로 맞붙는 클랜들이다. 클랜대표와 공동대표는 다른 클랜과 전쟁을 시작할 수 있다. 각 클랜에게는 "준비일"과 "전쟁일" 이라는 것이 주어진다. 플레이어가 상대 클랜의 멤버를 공격할 때 상대 클랜의 파괴량에 따라 별을 받고, 각 플레이어는 전쟁당 두 번의 공격으로 제한되며, 전쟁이 끝날 때 별이 가장 많은 클랜이 승리한다. 만약 두 클랜의 별의 수가 같다면, 승자는 더 큰 파괴율을 가진 클랜이다. 공평성을 위해 매칭은 마을회관 레벨을 이용해서 매치한다.

#### 클랜 리그
2018년 10월 업데이트에서 클랜리그가 추가되었다. 클랜은 다음 리그로 진출하기 위해 7개의 다른 클랜과 싸워 클랜리그에서 별을 획득함으로써 리그 메달을 획득한다. 리그 메달은 상점에서 아이템으로 바꿀 수 있다. 별이 가장 많은 그룹의 클랜은 상위 리그로 승격되고, 별이 가장 적은 그룹의 클랜은 하위 리그로 강등된다.

### 장인기지
2017년 5월 22일 업데이트에 슈퍼셀은 새로운 게임 모드를 게임에 출시했다. 장인기지는 플레이어들이 새로운 섬에서 항해하고 다른 건물들로 새로운 마을을 만들 수 있게 한다.
"장인기지" 게임 모드에서 플레이어는 서로의 베이스를 동시에 공격할 수 있다. 가장 많은 데미지를 주거나 별을 더 받은 플레이어는 골드, 엘릭서, 트로피를 받을 수 있다.

## 같이 보기
- 헤이데이
- 브롤스타즈
- 클래시 로얄
- 붐비치
- 러시워즈
- 스쿼드 버스터즈
- 슈퍼셀